# 1509
1509 је била проста година.

## Догађаји

### Фебруар
- 3. фебруар — Португалска морнарица је поразила удружену флоту Османског царства, Млетачке републике, султана Гуџарата, мамелучког Египта, Заморина од Калкуте и Дубровачке републике у бици код Дија.

### Април
- 21. април — Хенри VIII постаје краљ Енглеске, након смрти свог оца Хенрија VII.

## Рођења

### Јануар
- 10. јул — Жан Калвин, француски реформатор и теолог
- Википедија:Непознат датум — Николо дел Абате, италијански сликар

## Смрти

### Април
- 21. април — Хенри VII Тјудор, енглески краљ